# 交通事故
交通事故（こうつうじこ）とは、広義には陸上・海上・航空交通における事故の総称をいう。つまり広義には、道路交通事故、鉄道交通事故、海上交通事故、航空交通事故の全てを含む。既存の百科事典『日本大百科事典』でも陸上・海上・航空交通全てを含めて論じている。
また交通安全の施策や統計などでも、道路交通事故のほか、鉄道交通事故、海上交通事故、航空交通事故などを含む広い意味で用いられる場合もある。とはいえ、道路における自動車・自転車・歩行者などの間に発生した道路交通事故を指すことが最も多い（社会全体では自動車・オートバイ・自転車が最も身近で最も利用される頻度が高いので、事故の件数も船舶や航空機の事故よりも多いため。）
当百科事典においては、広義の交通事故について、つまり鉄道・海上・航空・道路の全てを視野におさめて交通事故を概観できる記事は、この記事をおいて他に無いので、まずこの記事の冒頭で広義の交通事故について概観し、その下の節で、最も身近な交通事故、つまり道路交通事故の詳細についても記述する。他の種の交通事故の詳細については別に立てた記事に譲ることにし、たとえば踏切事故を含む鉄道の事故は鉄道事故、船舶の事故は海難事故・水難事故（川下りなど）、航空機の事故は航空事故の記事に譲ることにする。

## 広義の交通事故の概観
交通事故は、交通手段別に「道路交通事故（自動車事故）」「鉄軌道交通事故（鉄道事故）」「海上交通事故（海難）」「航空交通事故（航空事故）」に大別される。
1970年代以降、交通手段の大型化・多機能化・高速化などが進んだので、ひとたび事故が発生すると、多数の人々の命を奪ったり多くの財貨を奪ってしまうような大型の事故となる可能性が高くなった。交通事故は、現代の社会不安の一つとなっている。
単純な統計の経年変化
たとえば、日本における広義の交通事故による死傷者統計を、種類ごとに年代を追って比較してみると以下のようになる。
- 道路交通事故（死傷者）：65万3582人（1984）、105万9403人（1999）、91万5029人（2009）、58万4544人（2017）[1]。
- 鉄軌道交通事故（死傷者）：1538人（1984）、689人（1999）、683人（2009）、561人（2017）[1]。
- 海上交通事故（死者・行方不明者）：252人（1984）、146人（1999）、142人（2009）、54人（2017）[1]。
- 航空交通事故（民間機のみ）：46人（1984）、26人（1999）、9人（2009）、28人（2017）[1]。

### 移動手段ごとの死亡事故発生の比較
交通死亡事故の発生頻度を移動手段別で比較する場合、3つの方法がある。旅あたりの死者数、時間あたりの死者数、距離あたりの死者数の3種である。
下に示す表は1990年-2000年のイギリスでの統計に基づいた比較である。それぞれ10億回の旅、10億時間、10億キロメートルあたりの数字である。ただし飛行機旅に関しては空港まであるいは空港からの移動の際の事故が含まれていない。
| 種別       | 10億あたりの死者数 | 10億あたりの死者数 | 10億あたりの死者数 |
| 種別       | 旅                 | 時間               | キロメートル       |
| ---------- | ------------------ | ------------------ | ------------------ |
| バス       | 4.3                | 11.1               | 0.4                |
| 鉄道       | 20                 | 30                 | 0.6                |
| 貨物自動車 | 20                 | 60                 | 1.2                |
| 自動車     | 40                 | 130                | 3.1                |
| 徒歩       | 40                 | 220                | 54.2               |
| 船舶       | 90                 | 50                 | 2.6                |
| 航空機     | 117                | 30.8               | 0.05               |
| 自転車     | 170                | 550                | 44.6               |
| オートバイ | 1640               | 4840               | 108.9              |

## 道路交通事故の類型

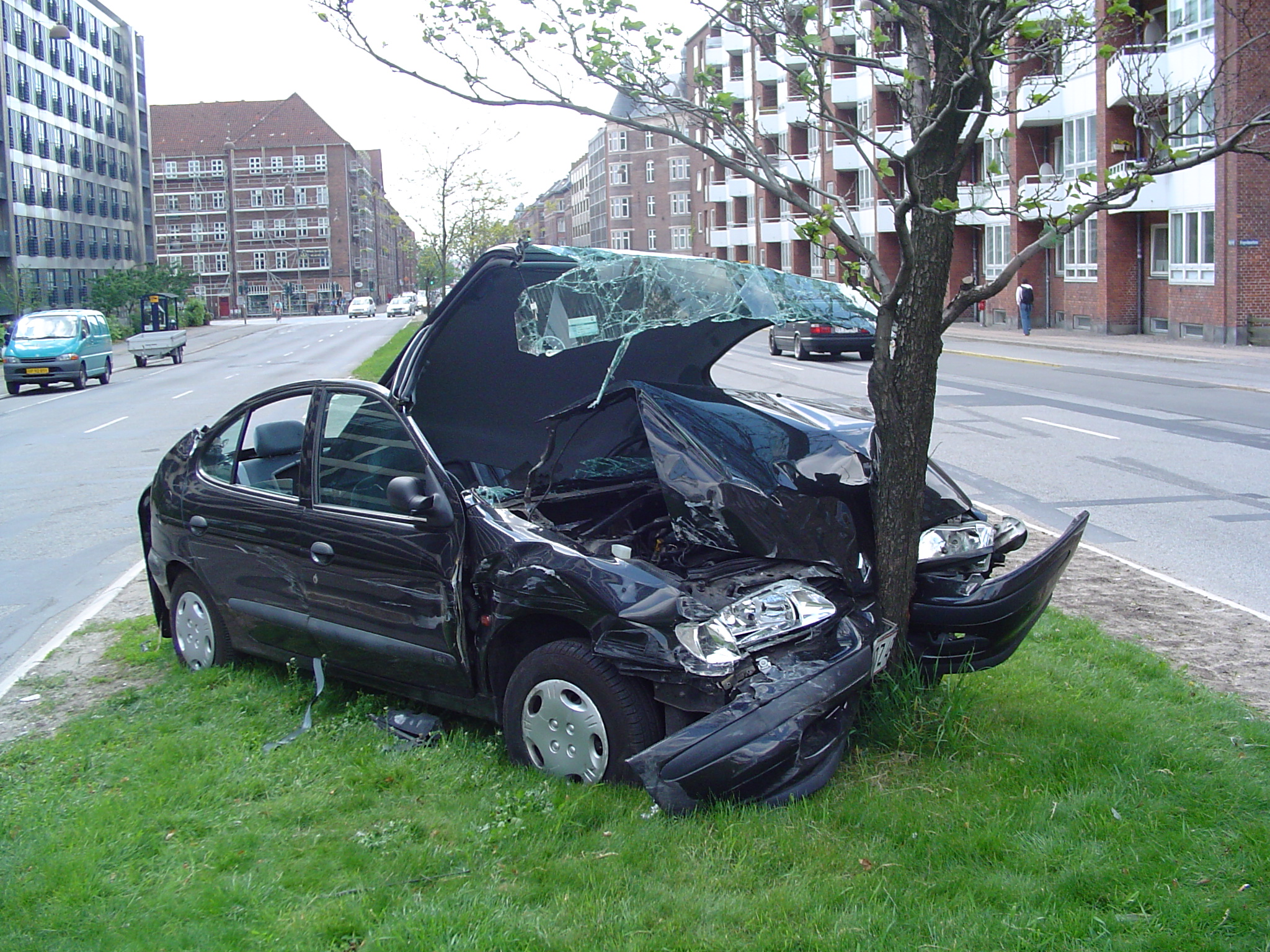
デンマークコペンハーゲンのヤグトヴェイにて、普通乗用車が道路中央の木に衝突した単独事故。

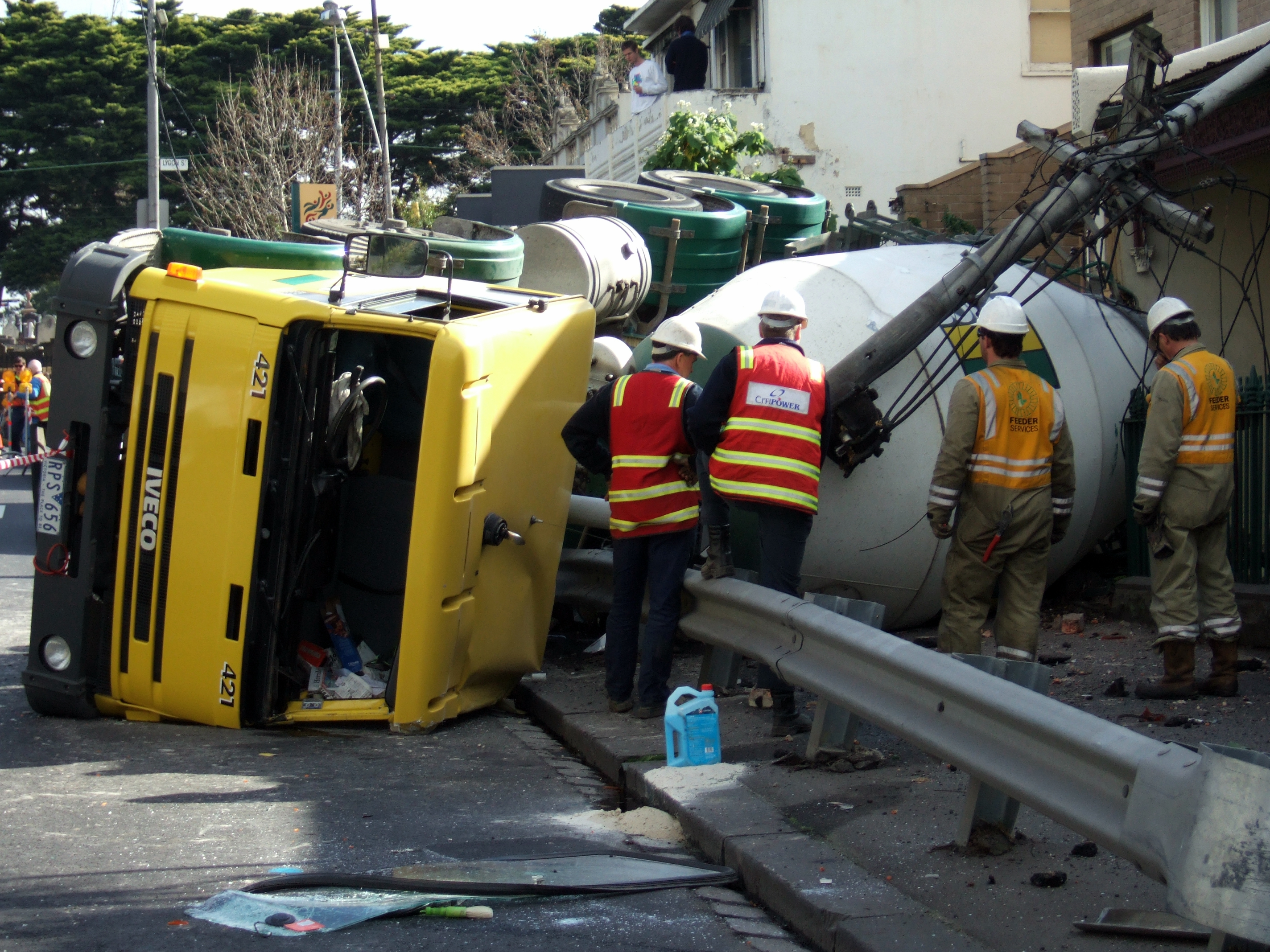
2005年8月1日、オーストラリアビクトリア州カールトンにて、ミキサー車が横転した事故。

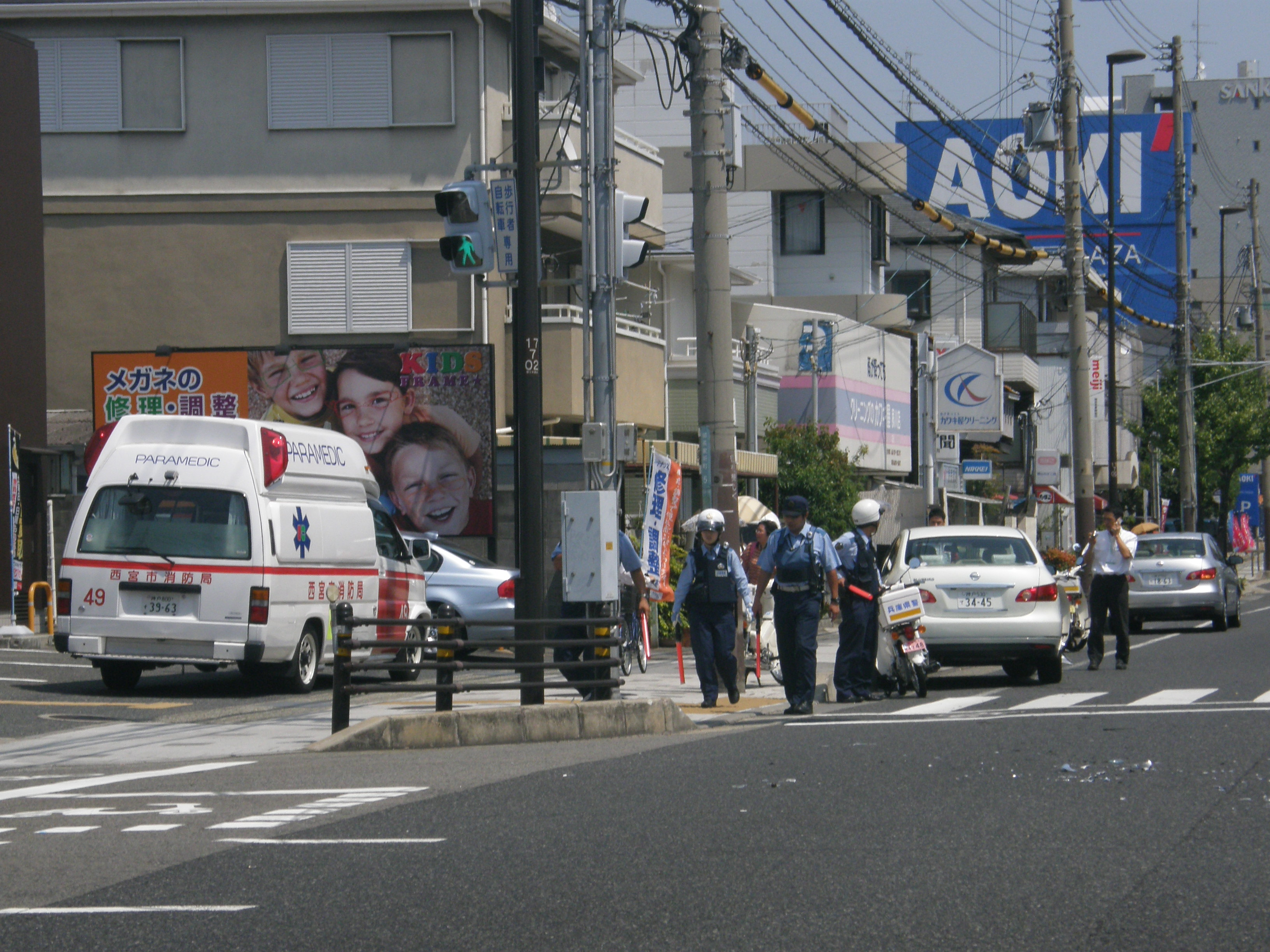
兵庫県西宮市にて、警察による事故処理が行われる現場。

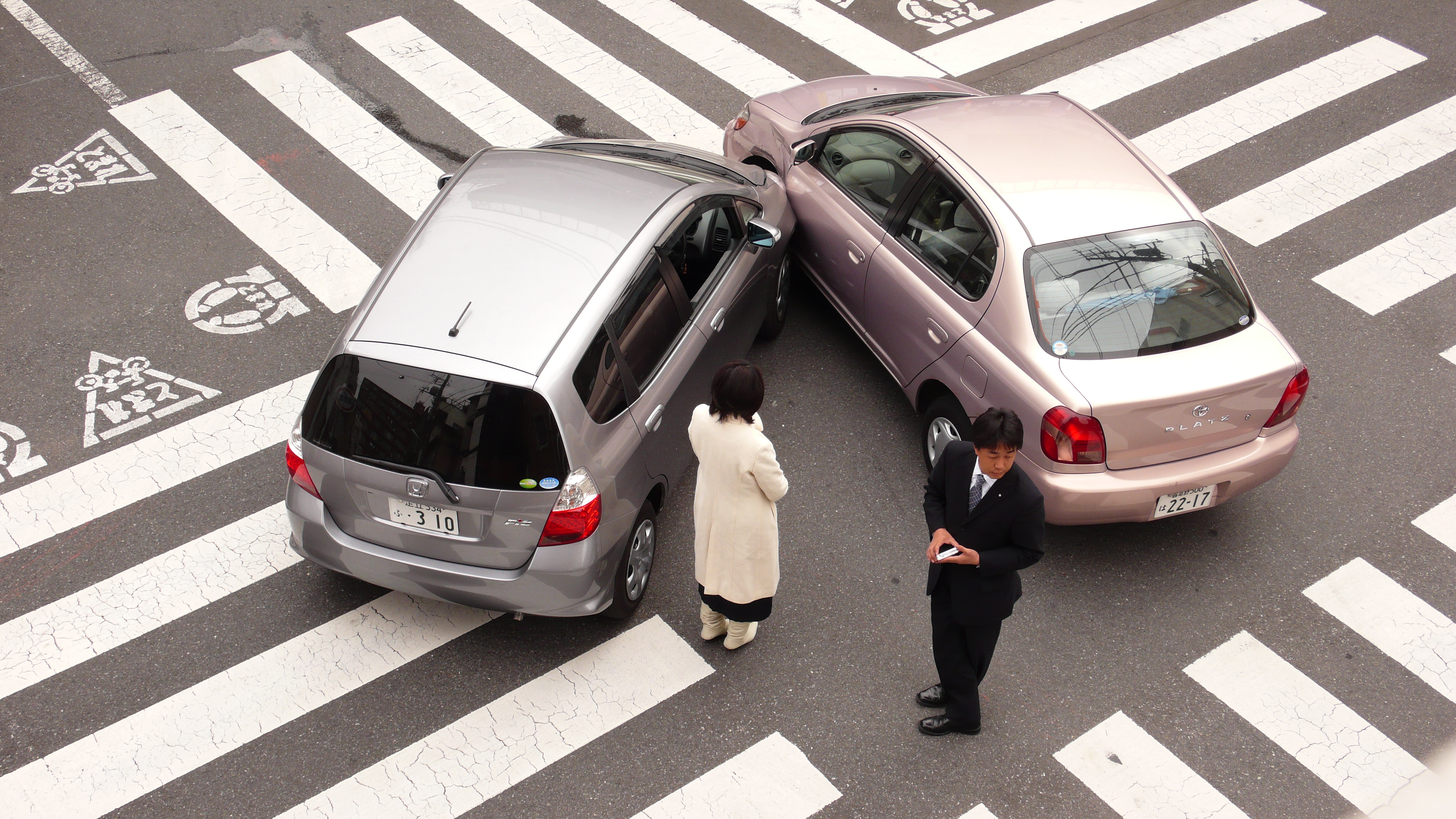
東京の十字路にて、比較的軽微な接触事故

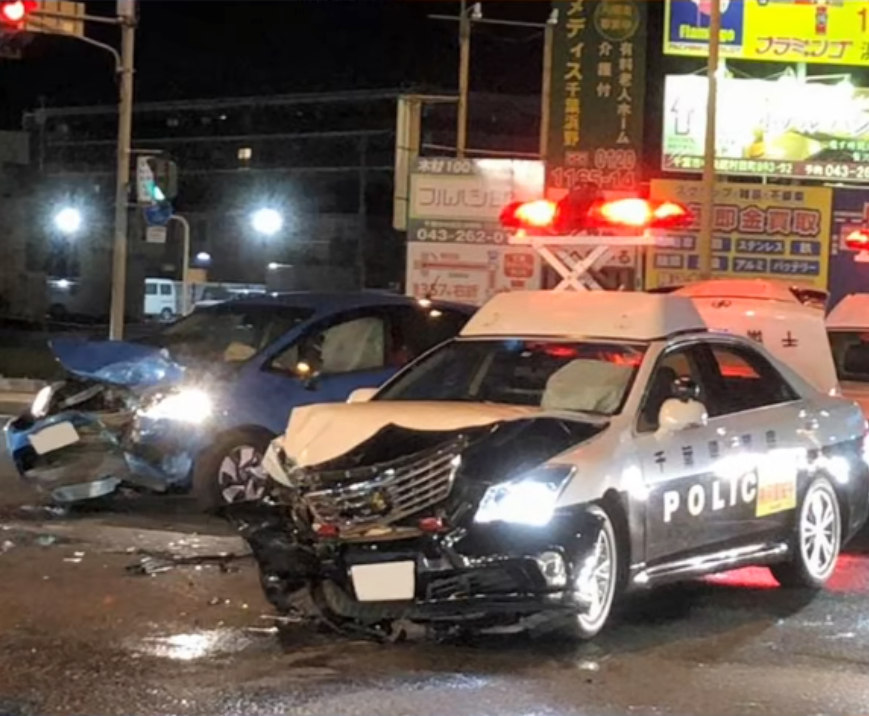
緊急走行中のパトロールカーが赤信号を減速せずに通過し、乗用車と衝突した事故。
高齢者2名が負傷。

交通事故には人身事故と物損事故がある。また、事故類型には次のようなものがある（参考「自動車保険データにみる 交通事故の実態」）。
- 人対車両
- 車両対車両（車両相互事故）
  - 正面衝突
  - 側面衝突
  - 出会頭衝突
  - 接触事故
  - 追突事故
  - 後退時衝突事故
- 車両単独事故
  - 道路外逸脱
  - 構造物衝突
  - 車両横転
  - 車両転落

このほかに「車両対動物」の衝突事故も発生している（詳細は轢死#ロードキルを参照）。日本自動車連盟（JAF）は動物と衝突しないための注意や、衝突した場合における警察への届け出と（可能ならば）動物の救護・除去、後続車の通行の妨げになりかねない動物の死骸を発見した時の道路緊急ダイヤルへの通報を勧めている。

## 道路交通事故の要因

### 主体要因・車両要因・環境要因
交通事故の要因には主体要因、車両要因、環境要因がある。
- 人的要因
  - 発見の遅れ
    - 前方不注意
      - 居眠り運転[8]
      - ながら運転（運転中の携帯電話使用、喫煙など）
      - オーディオ・ビデオ・テレビ操作・視聴
      - カーナビゲーション操作・視聴

    - 安全不確認
    - サンキュー事故 - 右折車が対向直進車に進路を譲られた際、停まっている直進車の死角から現れた直進二輪車と衝突する例が一般的。二輪が譲った際の直進四輪車と右折四輪車の組み合わせより多い。→ 死角が大きいにもかかわらず確認を怠り右折するため。

  - 判断の誤り
    - 動静不注視
    - 予測不適
    - 交通環境
      - 対向車線の逆走

  - 操作上の誤り（ブレーキ操作、ハンドル操作等）[8]
    - ブレーキとアクセルの踏み間違え事故
    - フェード現象
    - ベーパーロック現象

  - 健康状態不良
    - 緑内障による視野狭窄
    - 心臓発作による操作不能
    - 脳血管障害
    - てんかんによる意識障害（特に意識や運動の障害に陥る発作を伴うもの）
    - 統合失調症
    - 低血糖症
    - 躁鬱病
    - 再発性失神
    - 重度の睡眠障害
    - 認知症

  - 歩行者の保護者等の不注意[8]
- 車両的要因
  - ハードウェアの整備不良
    - 制動装置不良[8]
    - かじ取り装置不良（ハンドル調整不良、変形ハンドル、小型ハンドル等）[8]
    - タイヤ不良（パンク、バースト、摩耗等）[8]
    - 車輪不良[8]
    - 灯火不良[8]
    - エンジン故障[8]
    - 変速機故障・不良[8]
    - 燃料・潤滑装置不良[8]
    - フロントガラス・ワイパー等故障・不良[8]
    - ミラー調整不良・破損・欠落[8]
    - 不良改造[8]

  - 制御プログラムの設計・動作不良
    - 衝突被害軽減ブレーキシステムの認識不良・誤作動
- 環境的要因
  - 道路的要因
    - 線形不良（急曲線、急勾配等）[8]
    - 交差点形状不良[8]
    - 道路構造的障害（路面欠損、轍 (道路)（英語版）等[8]
    - 通行障害（道路工事等）[8]
    - 交通安全施設不備（カーブミラー・道路照明・踏切施設等）[8]
    - 標識等不備[8]

  - 交通環境的要因
    - 路面状態的障害（積雪、凍結、湿潤、水たまり等）[8]
    - 通行障害（渋滞、事故による車線狭窄、落下物等）[8]
    - 視界障害（駐停車車両、進行車両、渋滞車両、建物、看板、樹木、天候、道路照明の明暗、店舗等の照明の明暗、前照灯による幻惑等）[8]
    - 道路上への動物の飛び出し - 侵入防止柵、アニマルトンネル（動物用に地下に設置される専用のトンネル）、アニマルパスウェイ（動物用に空中に架設される専用の橋）などによる回避策が講じられることが多い。

### 法令による危険行為の抑止
交通事故発生の要因となる行為は多くの国で法令で禁止や規制されており注意喚起がされている。
- 車両等
  - 信号無視
  - 通行禁止違反
    - 指定方向外進行禁止違反
    - 一方通行違反

  - 最高速度違反（速度超過）
  - 飲酒運転（酒酔い運転）
  - 薬物使用運転
  - 疲労運転（過労運転）
  - 無免許運転
  - 共同危険行為等（共同危険型暴走族、違法競走型暴走族）
- 歩行者
  - 信号無視
  - 飛出し
  - ながら歩行

## 日本の法令上の交通事故

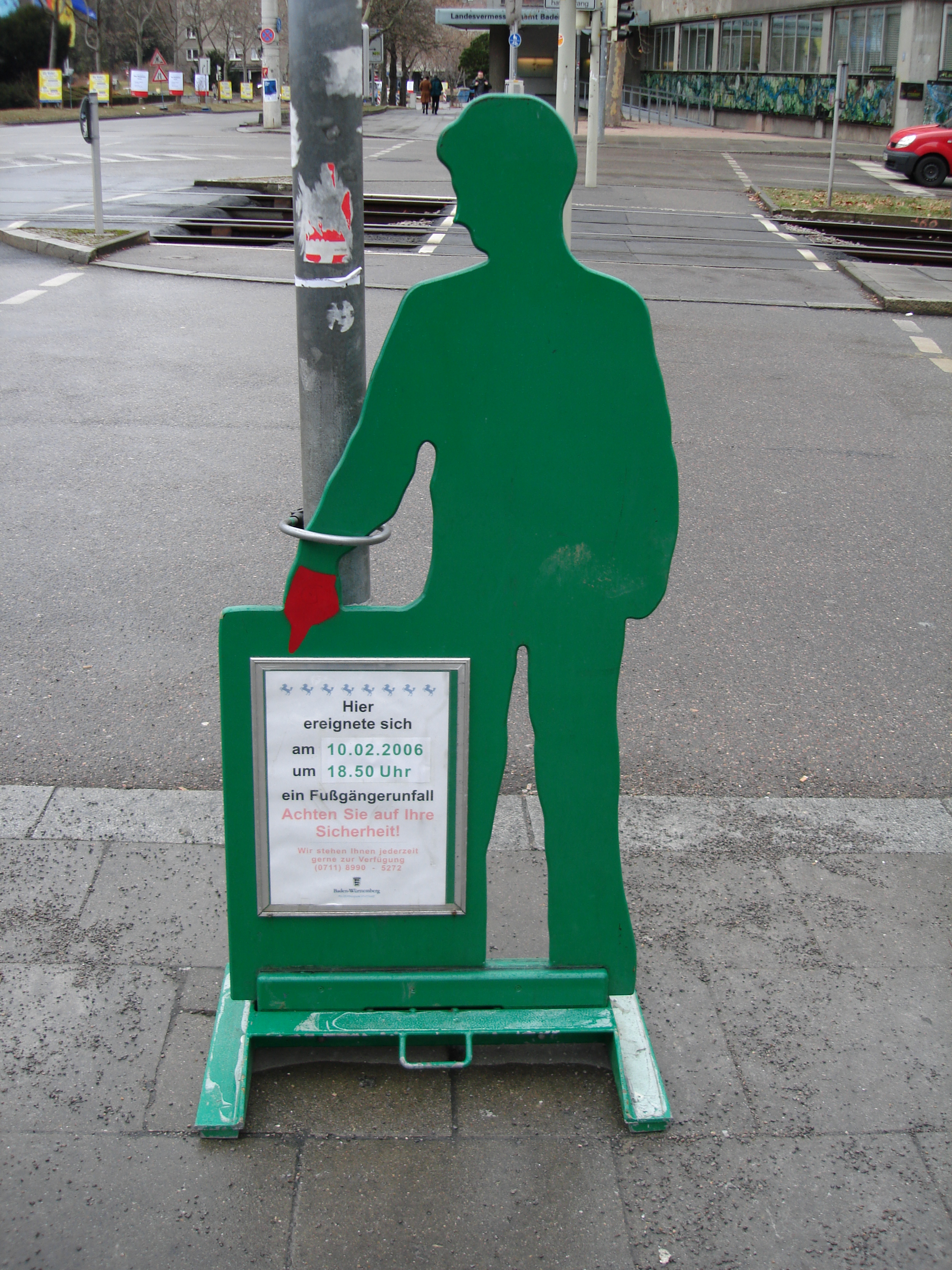
警察が設置した交通事故に対する警告板
“2006年2月10日午後6時50分、ここで歩行者との事故が発生しました。安全に注意してください！”
ドイツ、シュトゥットガルト

### 交通事故の定義
交通事故の定義を定める根拠法令等には、
1. 道路交通法：道路における車両等（自動車、原動機付自転車、自転車などの軽車両、トロリーバス、路面電車）の交通に起因する人の死傷又は物の損壊（道路交通法第67条第2項）
2. 自動車安全運転センター法：道路交通法第67条第2項に定めるものに道路外で発生したものを含む
3. 自動車損害賠償保障法：自己のために自動車を運行の用に供する者は、その運行によって他人の生命又は身体を害したときは、これによって生じた損害を賠償する責に任ずる。（自賠責法第3条）
4. 厚生労働省疾病、傷害及び死因分類：基本分類コードV01-V99

などがある。一般的に「交通事故」といえば道路交通法上の交通事故を指す。

#### 交通事故の範囲と損害賠償義務
道路交通法において交通事故とはされないものには、次のようなものがある。
- 道路交通法上の「道路」外での事故
  - 道路交通法における「道路」は、道路法に規定する道路、道路運送法に規定する自動車道及び一般交通の用に供する全ての場所である。道路交通法上の「道路」外での事故には交通事故証明書は発行されない。
  - ただし、道路交通法上の「道路」は、単に私有地や駐車場と言う事により対象外となるものではない。おおよそ純然たる人の専有する土地や、工場の構内道路など公衆の立ち入りが制限されているものを除いては、おおむね道路交通法上の「道路」に該当する可能性がある事に、注意が必要である。また通説・判例上も争いがある点であるので現実の事故の際には注意を要する。
  - また、交通事故証明書の発行の有無と、警察への交通事故への届出義務の有無とが一致すると言う事実は検証されていない[注釈 1]ため、これも現実の事故の際には注意を要する。
  - また、交通事故証明書の発行の有無と、被害者への損害賠償義務の有無は、無関係であり、証明書発行の有無によって損害賠償義務の有無は左右されない。
  - 運転免許証の要件として「道路外致死傷」が新設され、道路交通法にも影響を及ぼすようになった。
- 車両等の交通に起因しない事故
  - 例えば、エンジンを切っていた自動車等が自然に爆発炎上したような場合、自動車等の正規の場所に搭乗中の人が当該自動車等のドアやその窓に身体を挟まれたような場合や、駐車場に駐車している車両が崖崩れなどの災害により被害に遭った場合など。ドアの開閉により道路を通行中の他の人・車と接触し、または接触の危険があった事を原因として事故が起きた場合には、交通事故となる。また、車両等の運転中に爆発炎上したり崖崩れなどの外的要因により事故となったりした場合も交通事故となる。
- 歩行者の単独事故、または歩行者同士の衝突事故
  - 特に、道路交通法上「歩行者」とみなされる車両同士、あるいはこれらと歩行者との事故も、同法上の交通事故とならない。リヤカーや台車等は軽車両であり、道路交通法上の道路上であれば交通事故となる。

道路交通法上の交通事故に該当するか否かと、法律上の損害賠償義務と、さらに自動車損害賠償責任保険や任意の自動車保険の支払基準については、おおよそそれぞれ無関係である。
- 自動車損害賠償保障法第3条「自己のために自動車を運行の用に供する者は、その運行によつて他人の生命又は身体を害したときは、これによつて生じた損害を賠償する責に任ずる。」の規定に関連し、次の判例がある。
  - 木材製作所私有地敷地内の道路において駐車中の普通貨物自動車に積載した原木の丸太を当該貨物自動車から荷下ろしする際にフォークリフトのフォークにより当該貨物自動車の荷台から反対側の地面に突き落とすことにより荷下ろしをし、よって居合わせた児童が丸太の下敷きになり死亡した事故は、当該貨物自動車を「当該装置の用い方に従い用いること」によつて生じたものである。
  - 道路上において材木を積載した大型貨物自動車を駐車させ、別のフォークリフトを使用して当該貨物自動車の材木を荷下ろししている際に、フォークの高さ調整のためにフォークリフトは道路外の空き地に停止していたがフォーク部分が道路上に突き出しており、折から道路上を進行してきた他の自動車にフォーク部分が衝突し、よって自動車の運転者を負傷させた事故は、当該貨物自動車を「当該装置の用い方に従い用いること」によつて生じたものではないが、依然として民法709条による損害賠償義務がある。
- 交通事故証明書が発行されない事故に対しては、基本的に自賠責保険による補償対象とならない。ただし、自動車任意保険では、通常は補償対象となる。

### 加害者の責任

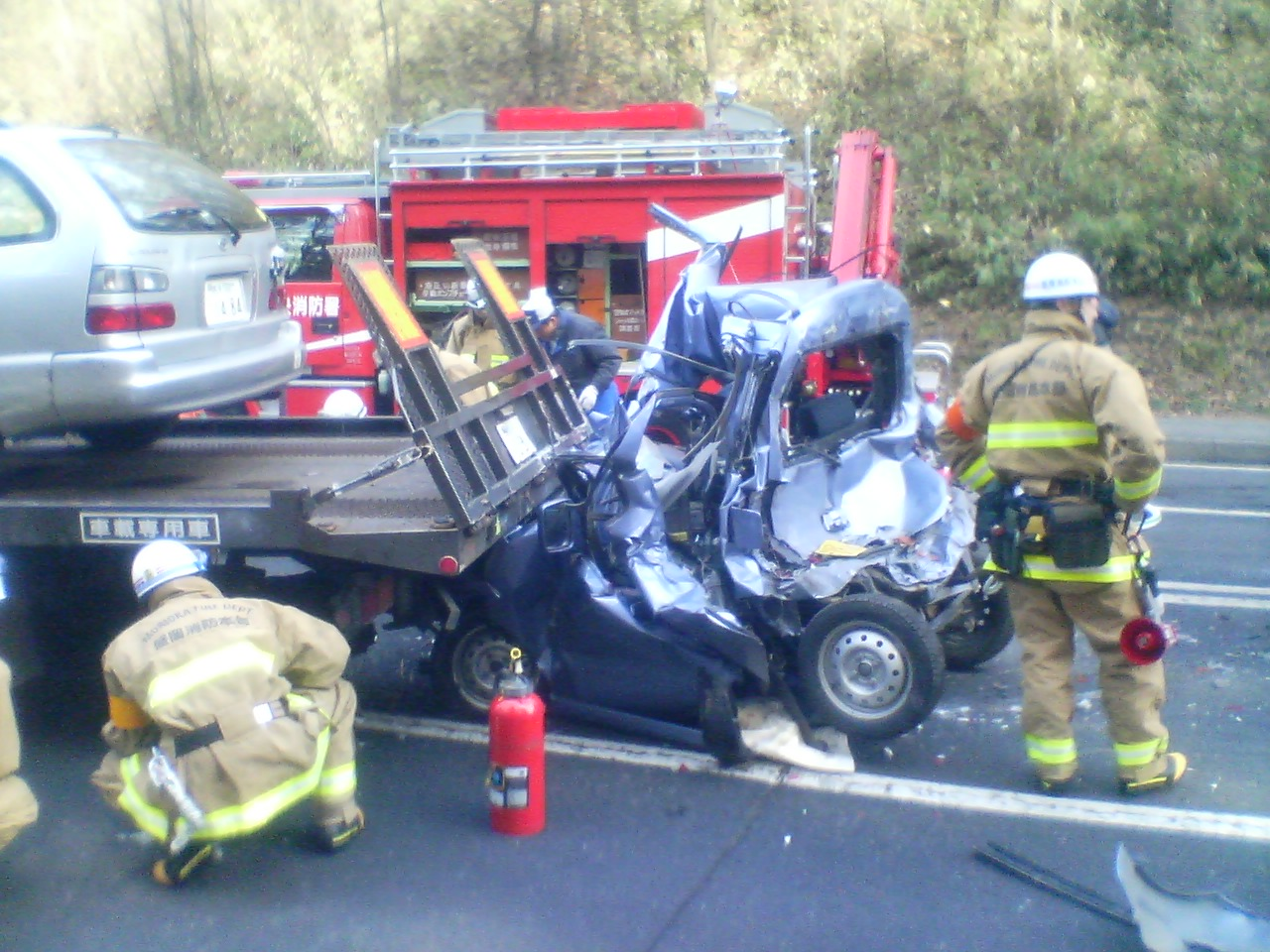
自動車事故によって大破した自動車

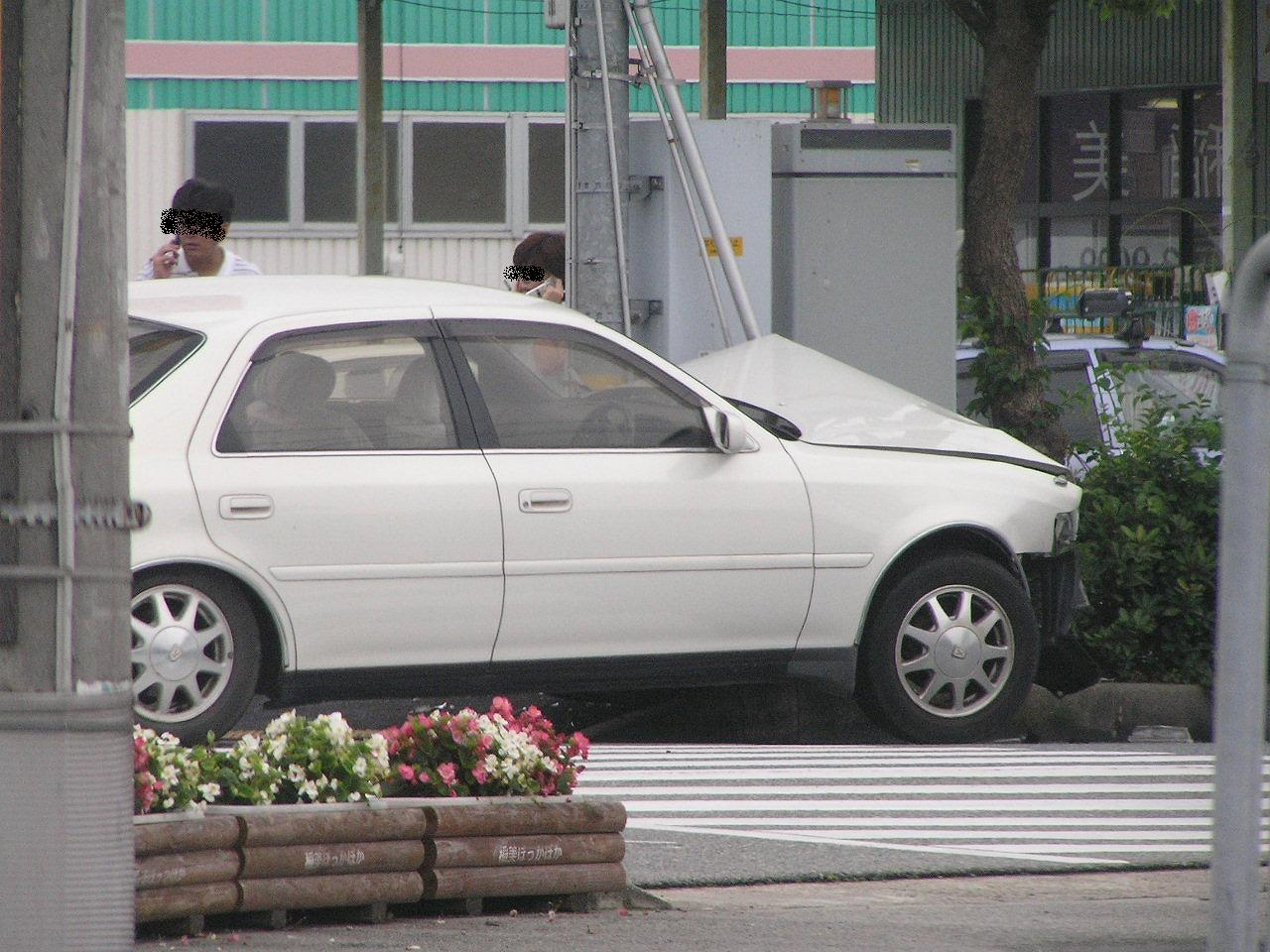
歩道に乗り上げた事故車

#### 初期対応
道路交通法第72条は、交通事故に関係した車両等の運転者等について次のような義務を課している。
1. 直ちに運転を停止する義務（事故発生直後に現場を去らないなど）
2. 負傷者の救護義務（負傷者を安全な場所に移動し、可能な限り迅速に治療を受けさせることなど）
3. 道路上の危険防止の措置義務（二次事故の発生を予防する義務）
4. 警察官に、発生日時、死傷者・物の損壊の状況や事故後の措置、積載物を報告する義務
5. 報告を受けた警察官が必要と認めて発した場合に（通常は必ず発する）警察官が到着するまで現場に留まる命令に従う義務

また、民事上の責任を果たすために以下のことを行う必要がある。
1. 相手の身元確認
2. 任意保険会社への連絡(保険契約上の責任)

#### 刑事上の責任
刑事上の責任は、自動車の運転により人を死傷させる行為等の処罰に関する法律（自動車運転死傷行為処罰法）違反、道路交通法違反（行政処分ではなく特別刑法として罰則に定められているもの - 刑事罰）による責任である。
交通事故の定義とは関係なく、車両等の運転者が人を死傷させた場合は、行為の様態に応じて次の罪に問われる可能性がある。
- 危険運転致死傷
- 過失運転致死傷
- 過失運転致死傷アルコール等影響発覚免脱
- 無免許運転による加重
- 保護責任者遺棄罪、保護責任者遺棄致死罪

反則行為の結果として交通事故を引き起こした場合には交通反則通告制度の適用はない（道路交通法125条2項）。
自動車等を利用して故意に人の死傷や物の損壊を起こした場合には自動車等を利用した故意犯となり刑法上の殺人罪、傷害罪、器物損壊罪等に問われる。人身事故および建造物損壊事故を除く、過失の物損事故の場合は、行為者に刑事罰が科されることはない。

#### 民事上の責任
交通事故を含む事故において故意または過失により他人の権利（生命、身体または財産）を侵害した場合、それによって発生した損害賠償する責任を負う（民法の不法行為責任）。人身事故、建造物損壊事故および物損事故の全てが該当する。
自動車または原動機付自転車の運行により人の生命または身体を侵害した場合には、加害者側で被害者の過失を反証しなければこれによって生じた損害（他人の生命、身体に対するものに限る）についてその責めを負い、重大な賠償責任を負担することが殆どである（詳しくは交通事故の過失割合を参照）。

#### 行政処分
行政法上の責任として道路交通法上の運転免許に関する行政処分があり、事故や責任の重さに応じて運転免許証の取り消し、停止などがある。
人身事故における行政処分では、加害者の過失が少しでも認められた場合、安全運転義務違反（2点）および人身に係る交通事故の付加点数（最低2点、最大20点）で最低でも合計4点の付加点数が付くこととなる。
なお、人身事故および建造物損壊事故を除く、物損事故の場合は、運転者が行政処分を受けることはない。

## 交通事故の影響

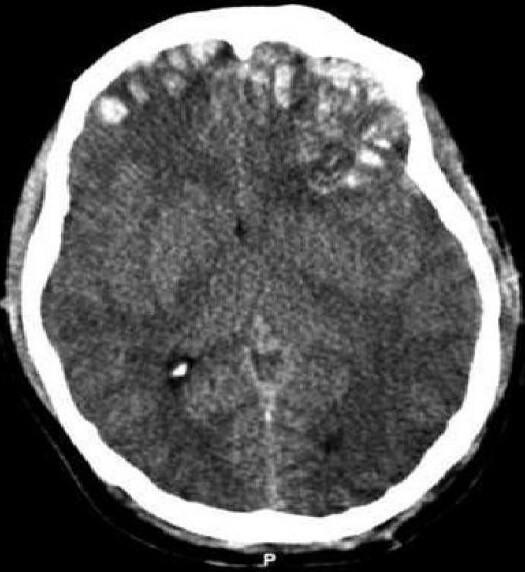
脳挫傷のCT

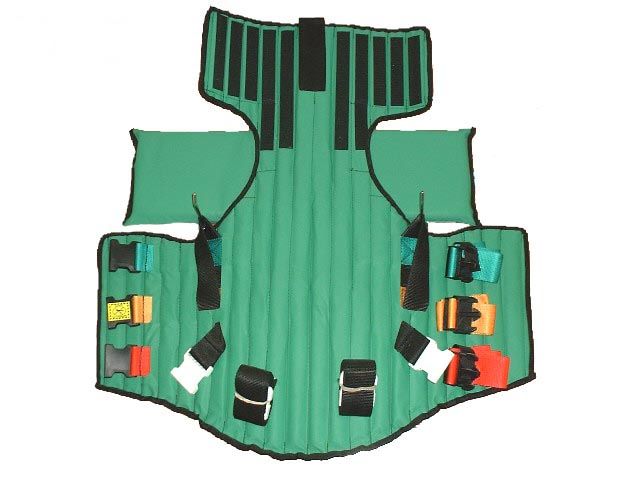
緊急医療ではKEDやバックボードで脊柱固定が行われる。

### 身体的影響
交通事故の心身への影響は最も軽い場合には無傷（外傷・骨折等がないだけでなく、むち打ち症などの後遺障害さえない）のこともあるが、最悪の場合走行中の車両との衝突は衝撃が大きく、はねられた場合、全身あるいは頭部を強打したり、頭の骨を折ったりして即死するケースが発生する。はねられず車両に轢かれた場合は、車輪に巻き込まれたり、踏みつけられたりするなどで体の至る所が切断、圧迫され、内臓破裂、または脳や内臓や血管が飛び出したり、人身事故現場に散乱するなど、原型をとどめない状態になることもあり、凄惨な状態での死に至ることもある。
事故直後に精神的に受ける負傷者の不安感など傷以外の精神的後遺症の問題も大きくなり、救命救急医の指導資格制度、ドクターヘリなど最近は充実してきたが、交通事故の多発が問題視された愛知県（後述の表にも記載）において春日井市が「ドクターカー」モデルとして全国初でテスト実施、負傷者のバイタルサインを電波で飛ばしながら基幹病院の待機医とのやり取りを推し進め、その場で除細動器（アンビュレーター）を使用できる消防士を中心にした救急救命士の国家資格を制定した。車はトヨタ自動車(株)と共同開発。医療関係の資格なしで行えるAED設置の発展に寄与した。負傷者の体だけでなく心、精神への配慮が推し進められているが、人的・機材的・予算的な壁も多い。一般的認知はNHKをはじめとする報道機関などマスコミとの啓発・協力体制が必要であった。

#### 身体への影響
重傷度の高い順に挙げれば、頸髄損傷、胸部外傷、気道閉塞（顔面損傷や頚部外傷など）、腹腔内・骨盤損傷などである。これらに比べれば、四肢の損傷のみによって死に至ることは少ない。
とくに頸髄損傷は、仮に生き残ったとしてもクオリティ・オブ・ライフを著しく低下させる。受傷直後は損傷が無くても、傷病者が不用意に首を動かすことによって発症する場合もある。「交通事故に遭ったら、不用意に頭・首・肩を動かさない」事を徹底することが必要である（JPTEC・JATECの項も参照のこと）。
衝突状況やそのときの被害者の持ち物・状態・心身の状態、天候などによって、類似した状況下の事故でも大きく異なる。歩行者・自転車に乗った人などと、ごく低速の自動車・オートバイなどがぶつかった時、歩行者が大きなかばんを持っていてそのかばんにぶつかった場合などは、人的被害が皆無かまたそれに近い場合もある。
労働災害や自然災害といった他の要因による事故と比較して、被害者が頭部や腰部に激しい衝撃を受ける蓋然性が高いことから、被害者に遷延性意識障害を始めとする重度後遺障害が残る例が少なからず見られる。また、脳に強い衝撃を受けた場合には、頭部に外傷がなくとも高次脳機能障害に至る場合がある（頭部外傷、外傷性脳損傷の項も参照のこと）。

##### 歩行者
歩行者は自転車との衝突、あるいは歩行者同士が衝突したケースでも、路面に頭部を打ち付けて死亡事故になることがある。
近年、自動車メーカーは歩行者に対する安全性も考慮し以下のような対策がなされている。
- バンパーの位置を、成人の大腿・骨盤の位置から下腿の位置に下げる（後者の部位に骨折・裂傷を負っても致命的とはなりにくい）
- 上記部位を支点として乗用車の前面に上半身が衝突しても、頭部がフロントガラスでなくボンネットに当たるようにする（ボンネットの部材を衝撃吸収型にすることで、胸部・頭部への致命傷を起きにくくする）

##### 自動車搭乗者
シートベルト未装着や携帯電話使用への取り締まり、エアバッグの装備、合わせガラスの採用、クラッシャブルゾーンの採用、モノコックボディの高剛性化、ABSの普及など、安全装備を採用した自動車が増え、搭乗者の死亡減少に役立っている。
しかし、いかなる安全装備を以てしても致命傷を予防することは不可能である。例えば胸郭内で心臓・大動脈が動揺することによる大動脈解離や、頭部への衝撃による脳挫傷・外傷性クモ膜下出血は、エアバッグの効果にも限度があり、速度の超過や薬物の使用、飲酒運転は大きな事故を招く。

##### オートバイ・自転車搭乗者
オートバイの交通事故は、自動車と違い運転手がボディに覆われていない事から大きな事故になる場合がある。詳細はオートバイの事故を参照のこと。
身体が保護されていないという部分では自転車もオートバイ同様の危険があり、専用ヘルメットなど安全装備の装着が奨励されている。

#### 精神医学的影響
松岡らによれば、交通事故を経験した人間の多くが、気分障害、不安障害、強迫性障害など何らかの精神医学的後遺症を来たすとしている。

### 社会的影響
芸能人やスポーツ選手が事故を引き起こすことは、イメージダウンにつながりCMやドラマを降板しなければならなくなったりと芸能活動において大きく支障が生じる。もちろん、芸能人らが事故の被害者となるケースもある（桜塚やっくん、萩原流行が交通事故死している）。
かつては女優などは事務所が用意したハイヤー、または、運転手付きの車に送迎させていたのが多かったが、近年では経費削減のため少なくなり、仕事場へ向かうのもプライベートでも自ら運転したり、ドラマ、映画、CMでの役作りのため運転免許を取得するというケースが増えている。また、芸能リポーターの梨元勝は生前「付き人もいて送迎が当たり前だったスターが今や不在となり実力のないタレントが芸能界に多くなっていることの表れ」との意見を述べていた。

## 統計
| 順位 | 疾病                            | DALYs （万） | DALYs （%） | DALYs （10万人当たり） |
| ---- | ------------------------------- | ------------ | ----------- | ---------------------- |
| 1    | 2019年コロナウイルス感染症      | 24,306.3     | 8.1         | 3,061.5                |
| 2    | 虚血性心疾患                    | 19,389.3     | 6.4         | 2,442.2                |
| 3    | 脳卒中                          | 16,020.2     | 5.3         | 2,017.8                |
| 4    | 下気道感染症                    | 10,564.2     | 3.5         | 1,330.6                |
| 5    | 早産による合併症                | 10,048.0     | 3.3         | 1,265.6                |
| 6    | 背中と首の痛み                  | 9,088.2      | 3.0         | 1,144.7                |
| 7    | 糖尿病                          | 8,053.4      | 2.7         | 1,014.4                |
| 8    | COPD                            | 7,806.8      | 2.6         | 983.3                  |
| 9    | 下痢性疾患                      | 6,974.3      | 2.3         | 878.4                  |
| 10   | 交通事故                        | 6,785.3      | 2.3         | 854.6                  |
| 11   | 結核                            | 6,063.6      | 2.0         | 763.7                  |
| 12   | 出生合併症 (新生児仮死又は外傷) | 5,925.9      | 2.0         | 746.4                  |
| 13   | うつ病性障害                    | 5,665.6      | 1.9         | 713.6                  |
| 14   | 先天異常                        | 5,272.2      | 1.7         | 664.1                  |
| 15   | マラリア                        | 5,205.9      | 1.7         | 655.7                  |
| 16   | 肝硬変                          | 4,593.6      | 1.5         | 578.6                  |
| 17   | 気管、気管支、肺がん            | 4,564.8      | 1.5         | 575.0                  |
| 18   | その他の難聴                    | 4,419.3      | 1.5         | 556.6                  |
| 19   | 墜死                            | 4,385.5      | 1.5         | 552.4                  |
| 20   | 腎臓病                          | 4,372.1      | 1.5         | 550.7                  |

世界では2021年時点で、10万人あたり平均15.0人が交通事故で死亡している。同年で人口10万人当たりの死亡者数が最も高い国・地域は、ギニア（約37.4人）であり、次いでリビア（約34.0人）、ハイチ（約31.3人）であり、多くのアフリカ諸国が高い傾向にある。逆に最も低い国・地域はモナコ・香港・マカオ・ニウエの4国・地域が0人であり、次いでモルディブ（約1.3人）、ノルウェー（約1.5人）であり、多くのヨーロッパ諸国は低い傾向にある。
また、日本の場合は約2.7人であり、低い方から数えて15番目であると同時に、アジアの中で香港・マカオ・モルディブ・シンガポールに次いで5番目に低い国・地域である。逆にアジアの中でネパール（約28.2人）、次いでタイ王国（約25.4人）が危険率が高い。
ネパールにおいて、人口当たりの交通事故死者数が多い背景には、道路整備状況の悪さや車両の整備不良、無謀運転などが後を絶たないことによるものである。2024年9月2日にニューデリーでWHOより発表された報告書により、ネパールが国連によって設定された交通安全目標の遵守レベルが低いことについて懸念を表明し、速やかに交通安全を維持するための国家戦略と行動計画を策定し、交通安全の監査を実施し、事故後の緊急救助に関連する行動計画を策定および実施することを提案した。WHOの報告書に対して、ネパール政府は、交通安全における現在の課題に対処するための法律を起草していると述べた。
ネパールに次いで多かったタイにおいては、特に年末年始や旧正月（ソンクラーン）の時期は交通量も多く死亡事故が頻発し、タイ首相官邸の副報道官のトリスリー・トリソラナクルの発表より、2025年4月11日から同年4月17日までの7日間で、1,538件の事故が多発し、1,495人が負傷し、253人が死亡した。日本の場合、2025年の4月6日～4月15日の10日間に交通事故が1日平均で721件（10日で 7,206件）発生し、負傷者が1日平均845人（10日で8,454人）出ており、64人が死亡し、ソンクラーン休暇期間外も含まれているが、死者数は日本の方が少なかった。また、2021年4月8日は、日本において死亡者数が0であった。
そして、総務省統計局が発行している「2022年版世界の統計」によれば、すべての国でなく43か国・地域のデータに限定されるが、2021年時点で人身事故発生件数（人口10万人当たり）ワースト3はアメリカ684件（2016年の数値）、オーストラリア425.1件、韓国420.3件と自動車交通の普及している国で占められていたが、韓国は、アメリカ・オーストリアと比べて普及台数に対しての発生件数が多かった。（1,000人当たり自動車数は、韓国が436台に対して、アメリカは811台、オーストラリアは729台）一方、交通事故発生後30日以内の死者数（同）は南アフリカ25.1人、マレーシア21.3人、イラン20.0人であり、医療事情の影響がうかがえる。アジアに焦点を絞ると、2021年のWHOデータで最もアジアで死者数人口比が多かったネパールと2番目に多かったタイを除き人身事故発生件数（同）が韓国420.3 件・イラン382.7件に続いて多いのは日本372.4件、トルコ226.2件という順である。
また、事故死を交通手段別に分類すると、歩行者の比率が高い国は、メキシコ・韓国・ポーランド・リトアニア・日本などは、ドライバーの弱者優先の意識が低い、車道ばかりで歩行者道の無整備などの理由からか歩行者や自転車、そしてオートバイの比率が高い。

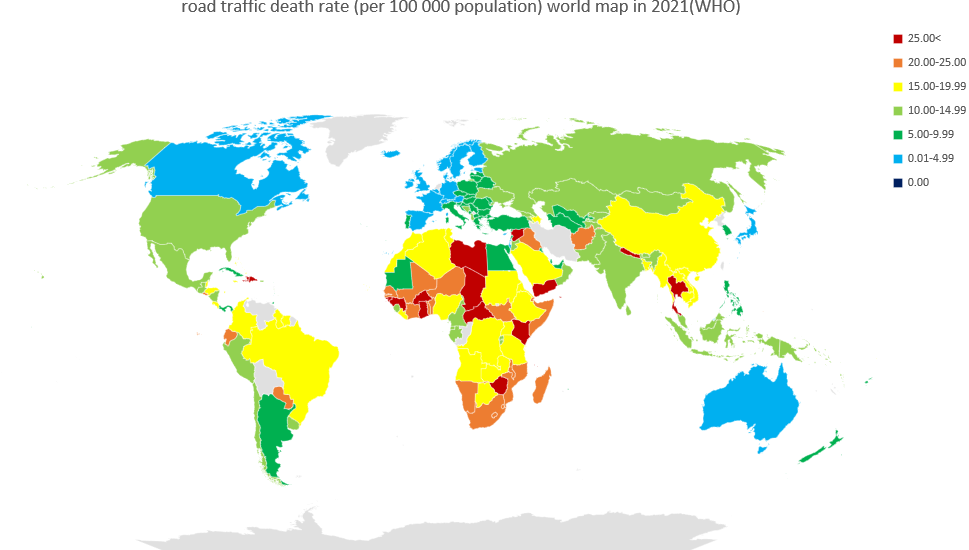
路上における住民10万人あたり交通事故死（2021年） 高い順に赤＞橙＞黄＞緑＞青となっている[16]。
キロメートル路上走行あたりの死亡率    no data   < 5.0   5.0-6.5   6.5-8.0   8.0-9.5   9.5-11.0   11.0-12.5   12.5-14.0   14.0-15.5   15.5-17.0   17.0-18.5   18.5-20.0   > 20.0
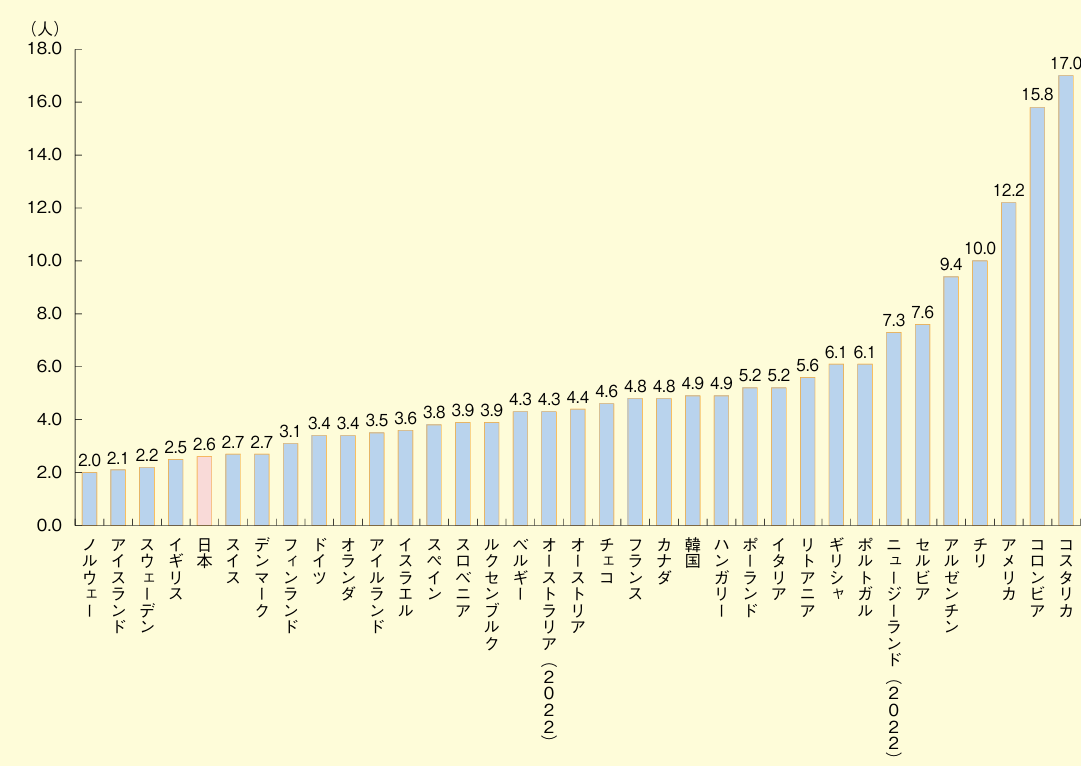
国際道路交通事故データベース （IRTAD）のデータによる10万人当たり30日以内交通事故死者数の国際比較(2023年)

### 日本の交通事故

#### 死亡者数
事故死亡者の統計は、警察が集計した事故による被害者が事故発生から24時間以内に死亡した場合のものが主に用いられており、下記の人数も基本的には24時間以内死者数である。警察の統計としては、その他に30日以内に死亡した場合のものもある。更に、厚生労働省の人口動態統計から陸上で起こった交通事故を原死因とする事故発生後1年以内の死者数から、明らかに道路上の交通事故ではないと判断された者を除いた数を「厚生統計の死者」として計上している。
2024年の24時間以内交通事故死者数は 2,663人で、2025年3月末時点の国内の自動車保有台数が約8,270.0万台なのと比較して、まだ戦後間もなく自動車保有台数が約38万台程度だった1950年の4,202人より少なく、いかに死者が激減しているかを物語っている。これは、1949年の24時間以内死者数3,790人よりも少なく、1948年の統計開始以降で3番目に少ない人数（もっとも少ない人数は2022年の2,610人である。）であった。また、救急医療の発達によって24時間以上生存しているだけで死者数はあまり減少していないという誤った認識が存在するが、2024年の30日以内死者数は3,221人、2023年の1年以内死者数は3,573人であり、30日以内死者数は統計を取り始めた1993年以降3番目（最も少ないのが2021年の3,205人）、1年以内死者数は1948年以降で3番目（最も少ないのが2021年の3,536人）に少ない人数となっている。なお、2019年コロナウイルス感染症対策の行動制限緩和により外出する際、車を使う機会が増えたことで24時間以内死者数は2023年に関しては増加し、30日以内と1年以内の死者数は2022年から増加している。
年齢をみると、2024年の65歳以上の高齢者が交通事故の死者数で占める割合は約56.8%であり、2010年以降は2011年を除いて死亡者の半分以上を高齢者が占める状態が続いている（割合で最も多かったのが2021年の約57.7%）。高齢者人口の増加と高齢者の致死率がほかの年代より高いことが要因となっている。また、2016年6月の交通事故総合分析センターの調査によると、歩行者の死傷者数では（歩行者に違反のない事例を含め）7歳が突出して多く、成人の2.5倍、高齢者の約2倍である。原因としては、交通ルールや危険を察知する能力が十分身につかないまま、登下校など保護者のもとを離れて行動する機会が増えることが挙げられる。
2023年の交通事故による人口10万人当たりの1年以内死者数は2.9人であり、これは他の死亡原因と比較すると、火事の0.8人、他殺の0.2人より多いが、地震の14.9人（東日本大震災のあった2011年の数値）、自殺の17.4人よりは少ない。
2021年4月8日には、1日ごとの交通事故の統計を取り始めた1968年以降初めて、1日を通して全国で交通事故による死者が1人もでなかったことが発表された。
2025年1月7日に警察庁が発表したところによれば、2024年の交通事故の死者は2,663人で、前年に比べて2年ぶりに減少した。都道府県別では東京が146人で全国最多となった。ついで愛知141人、千葉131人、大阪127人、埼玉113人の順で多かった。人口10万人あたりでは、徳島の4.75人が最多で、最少は東京の1.04人であった。

#### 発生件数
国内の自動車保有台数の増加により交通事故も比例して増加し、2004年には95万2709件を記録した。その後、国内の自動車保有台数は8000万台程度で安定し、2025年3月時点では自動車保有台数が約8,270.0万台と最も多くなっているが、事故発生件数は2024年で29万895件と66年振りに30万件を切った。なお、自動車保有台数が約3518万台と現在の半分以下だった1979年の47万1,573件以降で、最も少ない件数である

#### 負傷者数
事故発生件数と連動して1990年代より増加し、1999年から2007年までは連続して年間負傷者数100万人を突破し、2004年には118万3,616人を記録した。その後、事故発生件数と共に減少傾向にあり、2024年の負傷者数は34万4,395人となっている。

#### 歴史
第二次世界大戦以前
1926年（大正15年、昭和元年）、東京都だけでも交通事故による死者約230人、負傷者9800余人を記録した。
戦後 - 1960年代：第一次交通戦争の始まり
戦後の高度経済成長期に自動車保有率の上昇と呼応して交通事故が増加し、1959年には年間交通事故死者数が1万人を突破する事態となった。戦争でもなく膨大な数の人が犠牲となることから「交通戦争（第一次交通戦争）」と比喩される事となった。特に1970年は、自動車保有台数が1652万台程度で、交通事故により年間1万6765人（1年以内死者数では約2万2千人）が死亡し、史上最多の年となった。交通事故発生件数も、1969年には第一次交通戦争の終了までで最も多い72万880件となった。
1970年代：第一次交通戦争の終了 交通事故対策の始まりによる事故発生件数、死者数の減少
警察や道路管理者などが教育と対策に取り組んだこと、シートベルトの普及等の自動車の安全性が向上したこと、道路の拡幅や歩車分離、横断歩道や交差点における信号機の設置・拡充といった道路整備等の交通環境の改善が進められたこと、さらには自動車保有台数もオイルショックによる不況もあって頭打ちとなったこと等で、事故率、死亡率が減少し、事故件数、死者数ともいったん減少した。交通事故死者数は、1976年には再び1万人を割り、1979年には第一次交通戦争の開始から最も少ない8048人となった。交通事故発生件数も、1977年には第一次交通戦争の開始から最も少ない46万649件となった。
1980年代 - 1990年代：第二次交通戦争の始まり　事故率の下げ止まりと自動車保有台数の増加による事故件数、死者数の増加
1980年代に入り、第一次交通戦争から始まった安全対策が普及しきったことから、減少し続けていた交通事故発生率が下げ止まった。自動車保有台数、走行距離を加味した交通事故率の指標である死傷事故率は、1970年には300（件/億台キロ）を超える水準だったが、1980年には120（件/億台キロ）程度まで下がった。しかし、その後2010年頃まで約30年間にも渡り、事故率は約120〜100（件/億台キロ）の範囲で横ばいとなってしまった。
そのため、1970年代後半から事故率は下がらないのに折からのバブル経済もあって自動車保有台数が増加したため再び交通事故が増加し始め、それに伴い死者数は1988年に再び1万人を超え、「第二次交通戦争」とも言われる状況となった。1992年には第一次交通戦争が終了して以降では最多となる1万1452人となった。事故発生件数も、同年には72万4678件となっている。
1990年代 - 2000年代：第二次交通戦争の終了 交通事故死者数の減少による第二次交通戦争の終了、交通事故件数の増加
第二次交通戦争では自動車保有台数の増加と共に、交通事故犠牲者は自動車の乗員が主なものとなり、1990年代には乗車中死者数は歩行者死者数の約1.7倍にまで増加したが、1990年代に自動車アセスメントが開始され、エアバッグ、衝撃吸収ボディ、プリテンショナー（衝突時締付け）機能つきシートベルトなどといった車両側の安全装備の向上の取り組みが行われ、2008年から歩行者の死者数を下回っている。また、厳罰化等により飲酒運転等の危険運転も減少し、死者数の減少に繋がった。
死者数は1996年に再び1万人を割り、2004年には7425人にまで減少し第二次交通戦争と言われる状況は終了した。一方で事故辺りの死亡率は減少したにもかかわらず、事故発生率自体は減少しなかったため、事故発生件数は逆に増加し、同年には史上最多となる95万2709件となった。
2010年代 - ：交通事故率そのものの減少による交通事故発生件数の減少、交通事故死者数の減少
2012年から約30年間にわたり、約160〜120（件/億キロ）の範囲で横ばいだった死傷事故率は、120（件/億キロ）を切り、交通事故発生率が減少し始めた。2016年にはおよそ85.3（件/億キロ）程度まで減少した。それに伴い、交通事故発生件数、交通事故死者数共に減少を続けている。
約30年間にわたり横ばいだった交通事故発生率が減少し始めた要因は、第二次交通戦争時はエアバッグのような事故が起きた際に被害を軽減するパッシブセーフティが安全対策として普及したのに対して、2010年代に入り事故そのものを未然に予防するアクティブセーフティが普及しだした事が挙げられる。2010年頃から横滑り防止装置や衝突被害軽減ブレーキなどが普及しだしており、2014年には自動車アセスメントに予防安全性能アセスメントが追加されている。2016年には年間交通事故による死亡者数が1949年の67年ぶりに3000人レベルにまで減少して、飲酒運転の取り締まりと交通安全文化の普及で交通事故死亡者が最も多かった時期に比べると4分の1の水準に減少した。さらに全交通事故の発生件数も2015年より7.1％減の49万9232件だった。 2017年度には自動ブレーキ（衝突被害軽減ブレーキ）などの事故を減らす技術の普及で事故率が下がったという理由で、自賠責保険料が引き下げされている。2019年4月の池袋暴走事故を契機に、高齢者の免許返納の動きが加速した。2021年4月8日には、1日ごとの交通事故の統計を取り始めた1968年以降初の交通事故死者数が0となってる。更に、その日は死亡事故が無く、前日の交通事故を理由としたけがによる死亡も無かった。

#### 交通事故が多い産業
傾向として、運輸業や卸売業など、業務に車を使用する産業で事故が起きやすい。
- 営業販売中の場合、卸売業の事業所の33.1%、道路旅客運送業の事業所の34.7%で交通事故が発生している（全体では、13.5%）
- 配送作業中の場合、道路貨物運送業の事業所の53.3%、卸売業の事業所の20.6%で交通事故が発生している（全体では、13.8%）

出典：「労働安全衛生基本調査（2000年）」（厚生労働省）

#### 交通事故が多い都道府県
警察庁「令和6年中の交通死亡事故の発生状況及び道路交通法違反取締り状況等について」
1. 東京都 30,103件
2. 大阪府 24,780件
3. 愛知県 24,506件
4. 神奈川県 20,750件
5. 福岡県 18,473件
6. 静岡県 17,441件
7. 埼玉県 15,831件
8. 兵庫県 15,551件
9. 千葉県 12,587件
10. 群馬県 9,059件

なお、人口10万人当たり交通事故発生件数は以下の通りである 。
1. 静岡県 490.6件
2. 群馬県 476.3件
3. 福岡県 362.0件
4. 佐賀県 329.9件
5. 愛知県 327.8件
6. 香川県 317.8件
7. 兵庫県 289.6件
8. 大阪府 282.8件
9. 岡山県 263.6件
10. 徳島県 261.4件

#### 交通事故が多い高速道路
警察庁交通局「平成25年度中の交通事故の発生状況」より
- 首都高速道路 1,361件
- 阪神高速道路 1,131件
- 東名高速道路 746件
- 九州自動車道 488件
- 名神高速道路 475件
- 東北縦貫自動車道 473件
- 山陽自動車道 445件
- 近畿自動車道（東名阪） 403件
- 中央自動車道 376件
- 中国縦貫自動車道 312件
- 関越自動車道 307件
- 名古屋高速道路 295件
- 姫路バイパス 221件
- 近畿自動車道（西名阪・近畿道） 215件
- 常磐自動車道 209件
- 新東名高速道路（第二東名） 200件

#### 交通事故死者数が多い都道府県
交通事故死者数の多い都道府県は以下の通りである。（警察庁「令和6年中における交通死亡事故の発生状況及び道路交通法違反取締り状況等について」より）
1. 東京都 146人
2. 愛知県 141人 - 2013年から2018年まで16年連続でワースト1[58]。→名古屋走り
3. 千葉県 131人
4. 大阪府 127人
5. 埼玉県 113人
6. 神奈川県 109人
7. 兵庫県 109人
8. 北海道 104人
9. 茨城県 94人
10. 福岡県 91人

2013年2月に愛知県警で1991年から2011年にかけて交通事故死者数で600人の計上漏れがあったことが公表され、再集計の結果、2003年から2018年まで交通事故死者数が全国最多であったことが明らかになっている。
なお、人口10万人当たり交通事故死者数は以下の通りである（警察庁「令和6年中における交通死亡事故の発生状況及び道路交通法違反取締り状況等について」より）
1. 徳島県 4.75人
2. 愛媛県 4.03人
3. 山口県 3.93人
4. 和歌山県 3.81人
5. 宮崎県 3.74人
6. 青森県 3.63人
7. 岐阜県 3.63人
8. 山梨県 3.52人
9. 鹿児島県 3.42人
10. 秋田県 3.39人

### 中国の交通事故
中国では1980年代から交通事故が増加し、2002年には年間80万件近くにまで達したが、2015年には約18.8万件にまで減少した。その後20万前半代に増加し、2022年以降は20万後半台へと増加し、2023年時点で約25.6万件となった。2004年に中国で初めての交通安全法規となる道路交通安全法が制定されている。道路利用者による交通違反による事故が全体の96%（2010年）と高くなっている。また、30日以内死者数は、2016年と2017年で増加して2017年は63,772人であったが、2018年以降は減少して、2022年は60,676人であった。

### インドネシアの交通事故
インドネシアでは1980年代まで交通事故が増加した後、2002年まで交通事故の減少が続いていた（2002年の交通事故発生件数は約1.2万件）。しかし、車両保有台数の増加などから2003年に交通事故は増加に転じ、2010年には11万件弱となっている。

### 台湾の交通事故
台湾では1980年代半ばに交通死亡事故（事故後24時間以内に1人以上が死亡した事故）による死者が4,000人を超えたが、その後は減少して2010年には2,000人近くまで減少し、2015年には1971年の1,780人を下回り、2018年時点で1,493人である 。30日以内の死亡者数の場合、2023年で3,023人である。

### トルコの交通事故
トルコでは交通事故による死者数が1987年に7,661人に達したが、その後は減少して2010年には4,045人近くまで減少した。

### イギリスの交通事故
イギリスでは交通事故による死者数が1960年頃に約8,000人に達したが、2005年以降は大幅に減少し、2013年には1,770人と1,800人を切るまで減少した。しかし、2014年以降は、1800人台で推移し、2017年は1,856人であった。また、10万人当たりの死者数は2012年以降、2.8人前後で推移しており、2017年は2.81人であり、国際道路交通事故データベース（IRTAD）がデータを有する30か国の中で年が違うが、5番目に少ない国となっている。

### アメリカの交通事故
アメリカでの交通事故による30日以内死者数は、2006年以降減少傾向とされており、2010年には3万人強となり、1950年頃と同じ水準となっている。その後、2015年に3万後半台に、2021年以降は4万前半台に増加しており、2022年は42,514人であった。また、交通事故件数は、2022年で170万3,819件であった。 
- 10代の若者が一人で運転している時に事故にあう確率は大人より40％高く、車に10代がもう一人乗っていると倍に跳ね上がり、3人目が居れば更に倍増する[注釈 3]。